# Château Cadet-de-Vaux

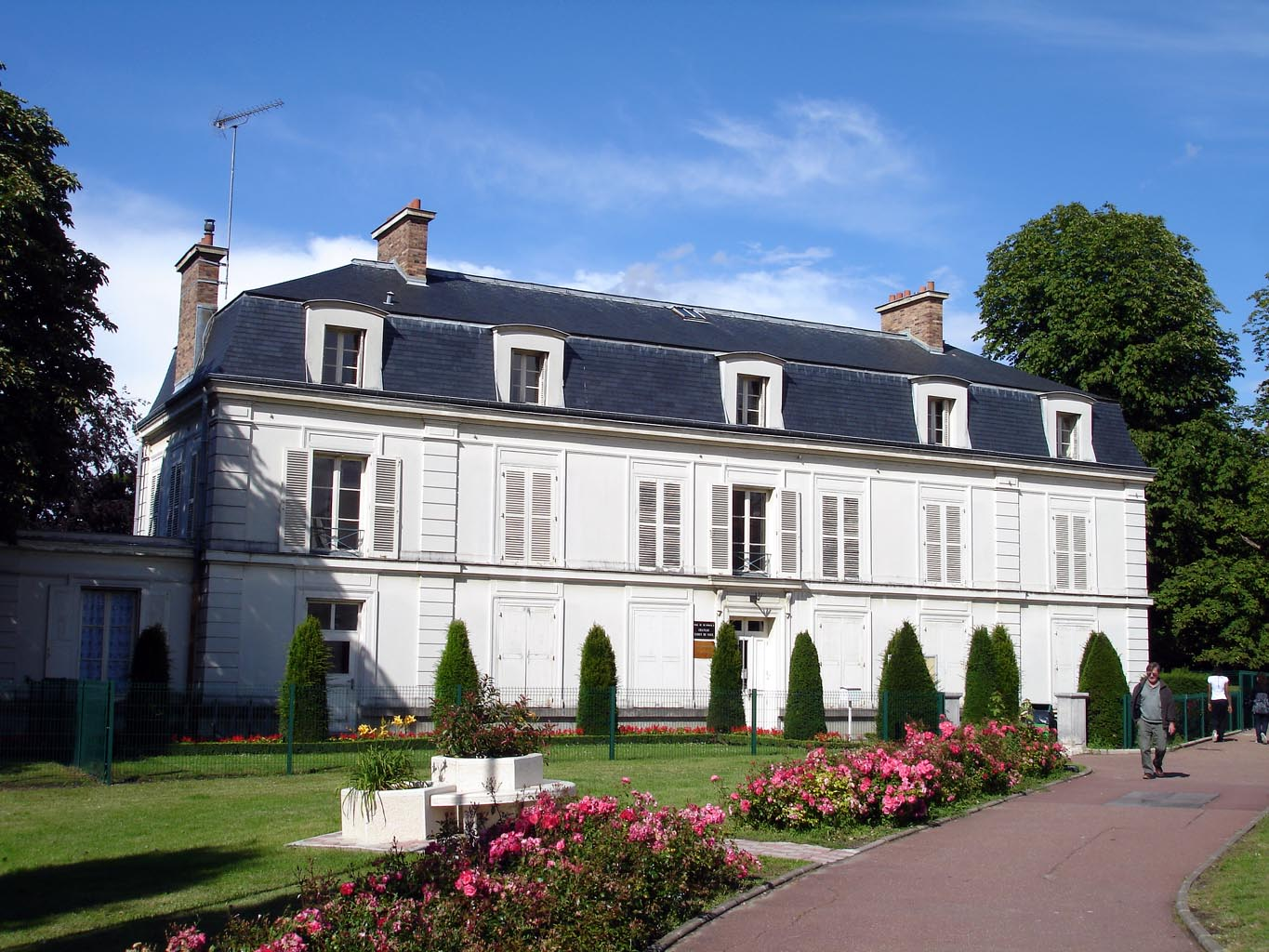
Schloss in Franconville

Das Château Cadet-de-Vaux in Franconville, einer französischen Gemeinde im Département Val-d’Oise in der Region Île-de-France, wurde 1758 errichtet. Das Schloss steht an der Rue d’Ermont.
Das zweigeschossige Bauwerk mit sieben Fensterachsen wurde für die Familie Becquet errichtet. Im Jahr 1788 wurde es von Cadet de Vaux gekauft, nach dem es benannt wurde. Um das Schloss wurde eine weitläufige Parkanlage angelegt, die heute öffentlich zugänglich ist, da die Gemeinde den Besitz kaufte. 